# Пиксис
„Пѝксис“ (на английски: Pixies) са американска алтернативна рок музикална група, основана в Бостън през 1986 година.
Групата се разпада през 1993 г., но отново се събира през 2004. Блек Френсис (вокали и китара), Джоуи Сантяго (китара), Ким Дийл (бас китара) и Дейвид Ловъринг (барабани) са членове на бандата от самото ѝ създаване. Имат скромен успех в родината си, но за сметка на това популярността им във Великобритания и в други части на Европа е значително по-широка.
Стилът на „Пиксис“ е силно повлиян от пънка и инди рока и е способен да комбинира мелодични ноти със стържещо звучене. Френсис е главният текстописец и певец на групата. Неговият скимтящ, стенещ глас му позволява да създава настроение на отчаяние и съкрушеност. Има склонност да пише песни на тайнствени и нестандартни теми като например НЛО и сюрреализъм. В много от песните на групата се говори за умствена неуравновесеност, насилствени библейски образи и физическо нараняване.
Групата често е определяна като непосредствен предшественик на разцвета в алтернативния рок от 90-те години, въпреки че се разформирова преди да се облагодетелства от тази промяна в социалните и културните предпочитания. Едно от най-големите признания за влиянието на „Пиксис“ идва от Кърт Кобейн. Интервюиран през 1994 от сп. „Ролинг Стоун“, той казва:
Опитвах се да напиша решителната поп песен. Най-грубо казано, опитвах се да ограбя „Пиксис“. Трябва да го призная [усмихва се]. Когато чух Пиксис за първи път, аз се свързах с бандата толкова здраво, че е трябвало да бъде в бандата – или поне в кавър група на „Пиксис“. Ние използвахме тяхното чувство за динамика, меко и тихо и после силно и твърдо.

## Дискография
- Surfer Rosa (1988)
- Doolittle (1989)
  - Monkey Gone to Heaven
- Bossanova (1990)
- Trompe le Monde (1991)
- Indie Cindy (2014)
- Head Carrier (2016)

|  | Тази страница частично или изцяло представлява превод на страницата Pixies в Уикипедия на английски. Оригиналният текст, както и този превод, са защитени от Лиценза „Криейтив Комънс – Признание – Споделяне на споделеното“, а за съдържание, създадено преди юни 2009 година – от Лиценза за свободна документация на ГНУ. Прегледайте историята на редакциите на оригиналната страница, както и на преводната страница, за да видите списъка на съавторите. ВАЖНО: Този шаблон се отнася единствено до авторските права върху съдържанието на статията. Добавянето му не отменя изискването да се посочват конкретни източници на твърденията, които да бъдат благонадеждни. |